# Museau noir
Notropis heterolepis
Espèce
Synonymes
- Notropis heterolepis regalis Hubbs & Lagler, 1949[2]
- Notropis kendalli Evermann & Cockerell, 1909[2]
- Notropis muskoka Meek, 1899[1]

Statut de conservation UICN

 LC  : Préoccupation mineure
Le Museau noir (Notropis heterolepis) est une espèce de poissons de la famille des cyprinidés originaire d'Amérique du Nord.

## Description
La taille maximale connue pour Notropis heterolepis est de 98 mm et son espérance de vie d'un an environ.

## Étymologie
Son nom spécifique, heterolepis, du grec ancien ἕτερος, héteros, « autre, différent », et λεπίς, lepís, « écaille », fait probablement référence aux différents types d'écailles de ce poisson (avec une profonde encoche le long de la ligne médiane, parsemées de noir au dessus de celle-ci, et présentant des marques sombres sur les dorsales).